# Mistrzostwa Polski w gimnastyce sportowej
Mistrzostwa Polski w gimnastyce sportowej – odbywające się co roku zawody wyłaniające najlepszych zawodników i zawodniczki w kraju, odbywające się od 1935 roku. Organizatorem jest Polski Związek Gimnastyczny. 
Zawody rozgrywane są odrębnie dla kobiet i mężczyzn oraz dla poszczególnych kategorii wiekowych. Złoci medaliści mistrzostw są głównymi kandydatami do reprezentowania kraju na międzynarodowych zawodach najwyższej rangi (Mistrzostwach Europy, Mistrzostwach Świata, czy Igrzyskach Olimpijskich).

## Medalistki w kategorii Seniorów[1]

### Wielobój
| Medalistki w wieloboju | Medalistki w wieloboju                                        | Medalistki w wieloboju                                         | Medalistki w wieloboju                                                     | Medalistki w wieloboju                                                | Medalistki w wieloboju                                        |
| ---------------------- | ------------------------------------------------------------- | -------------------------------------------------------------- | -------------------------------------------------------------------------- | --------------------------------------------------------------------- | ------------------------------------------------------------- |
| Rok                    | Miasto                                                        | Złoto                                                          | Srebro                                                                     | Brąz                                                                  | Szczegóły                                                     |
| 1935                   | Warszawa                                                      | Janina Skirlińska (Kraków)                                     | Klara Sierońska-Kostrzewa (Świętochłowice)                                 | Wisława Noskiewicz (Warszawa)                                         |                                                               |
| 1936                   | Katowice                                                      | Marta Majowska (Brazynów Śląski)                               | Janina Skirlińska (Kraków)                                                 | Klara Sierońska-Kostrzewa (Świętochłowice)                            |                                                               |
| 1937                   | Bydgoszcz                                                     | Janina Skirlińska (Kraków)                                     | Marta Majowska (Brazynów Śląski)                                           | Klara Sierońska-Kostrzewa (Świętochłowice)                            |                                                               |
| 1938                   | Warszawa                                                      | Janina Skirlińska (Kraków)                                     |                                                                            |                                                                       |                                                               |
| 1939–1946              | zawody nie odbyły się ze względu na wybuch II wojny światowej | zawody nie odbyły się ze względu na wybuch II wojny światowej  | zawody nie odbyły się ze względu na wybuch II wojny światowej              | zawody nie odbyły się ze względu na wybuch II wojny światowej         | zawody nie odbyły się ze względu na wybuch II wojny światowej |
| 1947                   | Warszawa                                                      | Helena Rakoczy (Korona Kraków)                                 |                                                                            |                                                                       |                                                               |
| 1948                   | Kraków                                                        | A.Kurek (Cracovia)                                             |                                                                            |                                                                       |                                                               |
| 1949                   | Katowice                                                      | Helena Rakoczy (Włókniarz Kraków)                              | Władysława Kanikowska (Stal Poznań)                                        | Janina Krużanka (Górnik)                                              |                                                               |
| 1950                   | Warszawa                                                      | Stefania Reindl (Ogniwo Kraków)                                | Władysława Kanikowska (Stal Poznań)                                        | Barbara Wilk (Wisła Kraków)                                           |                                                               |
| 1951                   | Warszawa                                                      | Helena Rakoczy (Włókniarz Kraków)                              | Stefania Reindl (CWKS)                                                     | Barbara Wilk (Wisła Kraków)                                           |                                                               |
| 1952                   | Gdańsk                                                        | Stefania Świerzy (Stal Nowy Bytom)                             |                                                                            |                                                                       |                                                               |
| 1953                   | Warszawa                                                      | Helena Rakoczy (Włókniarz Kraków)                              |                                                                            |                                                                       |                                                               |
| 1954                   | Warszawa                                                      | Stefania Świerzy (Stal Nowy Bytom)                             |                                                                            |                                                                       |                                                               |
| 1955                   | Katowice                                                      | Helena Rakoczy (CWKS Kraków)                                   |                                                                            |                                                                       |                                                               |
| 1956                   | Poznań                                                        | Helena Rakoczy (CWKS Kraków)                                   |                                                                            |                                                                       |                                                               |
| 1957                   | Warszawa                                                      | Danuta Stachow (CWKS Kraków)                                   |                                                                            |                                                                       |                                                               |
| 1958                   | Wrocław                                                       | Danuta Stachow (Wawel Kraków)                                  |                                                                            |                                                                       |                                                               |
| 1959                   | Warszawa                                                      | Natalia Kot (Jedność Michałkowice)                             |                                                                            |                                                                       |                                                               |
| 1960                   | Warszawa                                                      | Eryka Mondry (Pogoń Nowy Bytom)                                |                                                                            |                                                                       |                                                               |
| 1961                   | Katowice                                                      | Natalia Kot (Jedność Michałkowice)                             |                                                                            |                                                                       |                                                               |
| 1962                   | Warszawa                                                      | Natalia Kot-Wala (Jedność Michałkowice)                        |                                                                            |                                                                       |                                                               |
| 1963                   | Poznań                                                        | Gizela Niedurny (Pogoń Ruda Śląska)                            |                                                                            |                                                                       |                                                               |
| 1964                   | Katowice                                                      | Małgorzata Wilczek (Zgoda Świętochłowice)                      |                                                                            |                                                                       |                                                               |
| 1965                   | Rzeszów                                                       | Małgorzata Wilczek (Zgoda Świętochłowice)                      |                                                                            |                                                                       |                                                               |
| 1966                   | Zakopane                                                      | A. Sarna (Wawel Kraków)                                        |                                                                            |                                                                       |                                                               |
| 1967                   | Warszawa                                                      | Wiesława Lech (Wisła Kraków)                                   | Łucja Ochmańska (Wisła Kraków)                                             | Grażyna Witkowska (Legia Warszawa)                                    |                                                               |
| 1968                   | Kraków                                                        | Grażyna Witkowska (Legia Warszawa)                             |                                                                            |                                                                       |                                                               |
| 1969                   | Gliwice                                                       | Wiesława Lech (Wisła Kraków)                                   | Barbara Zięba (Wisła Kraków)                                               |                                                                       |                                                               |
| 1970                   | Bydgoszcz                                                     | Barbara Zięba (Wisła Kraków)                                   |                                                                            |                                                                       |                                                               |
| 1971                   | Katowice                                                      | Joanna Bartosz (Wawel Kraków)                                  |                                                                            |                                                                       |                                                               |
| 1972                   | Warszawa                                                      | Joanna Bartosz (Wawel Kraków)                                  |                                                                            |                                                                       |                                                               |
| 1973                   | Katowice                                                      | Łucja Matraszek (Gwardia Warszawa)                             |                                                                            |                                                                       |                                                               |
| 1974                   | Kraków                                                        | A. Jankowicz (Gwardia Warszawa)                                |                                                                            | Ewa Hamulewicz (Wisła Kraków)                                         |                                                               |
| 1975                   | Zabrze                                                        | Łucja Matraszek (Gwardia Warszawa)                             |                                                                            |                                                                       |                                                               |
| 1976                   | Bydgoszcz                                                     | Łucja Matraszek (Gwardia Warszawa)                             | Ewa Hamulewicz (Wisła Kraków)                                              |                                                                       |                                                               |
| 1977                   | Bydgoszcz                                                     | Łucja Matraszek (Gwardia Warszawa)                             |                                                                            |                                                                       |                                                               |
| 1978                   | Olsztyn                                                       | Łucja Matraszek (Gwardia Warszawa)                             |                                                                            |                                                                       |                                                               |
| 1979                   | Bydgoszcz                                                     | Anita Jokiel (Slavia Ruda Śląska)                              |                                                                            |                                                                       |                                                               |
| 1980                   | Radlin                                                        | Łucja Matraszek (Gwardia Warszawa)                             |                                                                            |                                                                       |                                                               |
| 1981                   | Bydgoszcz                                                     | Katarzyna Snopko (CWKS Legia Warszawa)                         |                                                                            |                                                                       |                                                               |
| 1982                   | Łódź                                                          | Katarzyna Snopko (CWKS Legia Warszawa)                         |                                                                            |                                                                       |                                                               |
| 1983                   | Łódź                                                          | Ewa Kisiel (OKS Stomil Olsztyn)                                |                                                                            | Anna Michels (SMS Olsztyn)                                            |                                                               |
| 1984                   | Bydgoszcz                                                     | Anna Stagun (CWKS Legia Warszawa)                              | Anna Michels (SMS Olsztyn)                                                 |                                                                       |                                                               |
| 1985                   | Łódź                                                          | Ewa Kisiel (OKS Stomil Olsztyn)                                |                                                                            | Anna Michels (SMS Olsztyn)                                            |                                                               |
| 1986                   | Łódź                                                          | Małgorzata Mróz (KS Tęcza Łódź)                                | Joanna Zapolska (TGS Olsztyn)                                              |                                                                       |                                                               |
| 1987                   | Łódź                                                          | Małgorzata Mróz (KS Tęcza Łódź)                                | Joanna Zapolska (TGS Olsztyn)                                              |                                                                       |                                                               |
| 1988                   | Łódź                                                          | Małgorzata Mróz (KS Tęcza Łódź)                                |                                                                            |                                                                       |                                                               |
| 1989                   | Łódź                                                          | Małgorzata Mróz (KS Tęcza Łódź)                                |                                                                            |                                                                       |                                                               |
|                        |                                                               | Małgorzata Mróz                                                |                                                                            |                                                                       |                                                               |
| 1990                   | Łódź                                                          | Małgorzata Mróz (KS Tęcza Łódź)                                |                                                                            |                                                                       |                                                               |
| 1991                   | Łódź                                                          | Małgorzata Mróz (KS Tęcza Łódź)                                |                                                                            |                                                                       |                                                               |
| 1992                   | Łódź                                                          | Małgorzata Mróz (KS Tęcza Łódź)                                |                                                                            |                                                                       |                                                               |
| 1993                   | Kraków                                                        | Anna Michaliszyn (TS Wisła Kraków)                             |                                                                            |                                                                       |                                                               |
| 1994                   | Olsztyn                                                       | Anna Michaliszyn (TS Wisła Kraków)                             |                                                                            |                                                                       |                                                               |
| 1995                   | Olsztyn                                                       | Agnieszka Supińska (Pogoń Zabrze)                              |                                                                            |                                                                       |                                                               |
| 1996                   | Olsztyn                                                       | Joanna Skowrońska (Pogoń Zabrze) Iwona Garnek (UKS SMS Olszyn) | -                                                                          | Katarzyna Kaliszewska (TS Wisła Kraków)                               |                                                               |
| 1997                   | Zabrze                                                        | Agnieszka Supińska (Pogoń Zabrze)                              |                                                                            | Monika Łężniak (TS Wisła Kraków)                                      |                                                               |
| 1998                   | Olsztyn                                                       | Anna Sztetner (MKS Kusy Szczecin)                              |                                                                            |                                                                       |                                                               |
| 1999                   | Gdańsk                                                        | Joanna Skowrońska (Pogoń Zabrze)                               |                                                                            |                                                                       |                                                               |
| 2000                   | Biała Podlaska                                                | Joanna Skowrońska (KG Iskra Zabrze)                            |                                                                            |                                                                       |                                                               |
| 2001                   | Zabrze                                                        | Joanna Skowrońska (KG Iskra Zabrze)                            | Joanna Skibko (TGS Olsztyn)                                                |                                                                       |                                                               |
| 2002                   | Kraków                                                        | Joanna Skibko (TGS Olsztyn)                                    |                                                                            |                                                                       |                                                               |
| 2003                   | Biała Podlaska                                                | Joanna Skowrońska (AZS-AWF Biała Podlaska)                     |                                                                            |                                                                       |                                                               |
| 2004                   | Olsztyn                                                       | Marta Pihan (MKS Kusy Szczecin)                                | Małgorzata Skowrońska (AZS-AWF Biała Podlaska) Joanna Skibko (TGS Olsztyn) | -                                                                     |                                                               |
| 2005                   | Iława                                                         | Marta Pihan (MKS Kusy Szczecin)                                | Joanna Skowrońska (AZS-AWF Biała Podlaska)                                 | Joanna Litewka (KS Korona Kraków) Marta Tajduś (TS Wisła Kraków)      |                                                               |
| 2006                   | Zabrze                                                        | Joanna Skowrońska (AZS-AWF Biała Podlaska)                     | Marta Pihan (MKS Kusy Szczecin) Monika Frandofert (TS Wisła Kraków)        | -                                                                     |                                                               |
| 2007                   | Kraków                                                        | Marta Pihan (MKS Kusy Szczecin)                                | Paula Plichta (TGS Olsztyn)                                                | Monika Frandofert (TS Wisła Kraków) Joanna Litewka (KS Korona Kraków) |                                                               |
| 2008                   | Szczecin                                                      | Marta Pihan (MKS Kusy Szczecin)                                | Gabriela Janik (TS Wisła Kraków)                                           | Paula Plichta (TGS Olsztyn)                                           |                                                               |
| 2009                   | Zabrze                                                        | Marta Pihan-Kulesza (MKS Kusy Szczecin)                        | Monika Frandofert (TS Wisła Kraków)                                        | Katarzyna Jurkowska (TS Wisła Kraków)                                 |                                                               |
| 2010                   | Iława                                                         | Marta Pihan-Kulesza (MKS Kusy Szczecin)                        | Gabriela Janik (TS Wisła Kraków)                                           | Katarzyna Jurkowska (TS Wisła Kraków)                                 |                                                               |
| 2011                   | Gdańsk                                                        | Monika Frandofert (TS Wisła Kraków)                            | Marta Pihan-Kulesza (MKS Kusy Szczecin)                                    | Gabriela Janik (TS Wisła Kraków)                                      |                                                               |
| 2012                   | Kraków                                                        | Marta Pihan-Kulesza (MKS Kusy Szczecin)                        | Monika Frandofert (TS Wisła Kraków)                                        | Weronika Woźniak (TS Wisła Kraków)Joanna Litewka (KS Korona Kraków)   |                                                               |
| 2013                   | Katowice                                                      | Marta Pihan-Kulesza (MKS Kusy Szczecin)                        | Paula Plichta (UKS SMS Olsztyn)                                            | Gabriela Janik (TS Wisła Kraków)                                      |                                                               |
| 2014                   | Biała Podlaska                                                | Marta Pihan-Kulesza (MKS Kusy Szczecin)                        | Gabriela Janik (CWZS "Zawisza" KG Bydgoszcz)                               | Katarzyna Jurkowska (TS Wisła Kraków)                                 |                                                               |
| 2015                   | Szczecin                                                      | Katarzyna Jurkowska-Kowalska (TS Wisła Kraków)                 | Marta Pihan-Kulesza (MKS Kusy Szczecin)                                    | Paula Plichta (UKS SMS Olsztyn)                                       |                                                               |
| 2016                   | Zabrze                                                        | Katarzyna Jurkowska-Kowalska (TS Wisła Kraków)                 | Gabriela Janik (CWZS "Zawisza" KG Bydgoszcz)                               | Paula Plichta (UKS SMS Olsztyn)                                       |                                                               |
| 2017                   | Warszawa                                                      | Gabriela Janik (CWZS "Zawisza" KG Bydgoszcz)                   | Patrycja Dronia (MKS Pałac Młodzieży Katowice)                             | Paula Plichta (UKS SMS Olsztyn)                                       |                                                               |
| 2018                   | Gdańsk                                                        | Marta Pihan-Kulesza (MKS Kusy Szczecin)                        | Gabriela Janik (CWZS "Zawisza" KG Bydgoszcz)                               | Wiktoria Łopuszańska (KS Iskra Zabrze)                                |                                                               |
| 2019                   | Katowice                                                      | Gabriela Janik (CWZS "Zawisza" KG Bydgoszcz)                   | Emilia Kulczyńska (KS AZS AWF Katowice)                                    | Iga Kowalczyk (UKS SMS Olsztyn)                                       |                                                               |
| 2020                   | Kraków                                                        | Marta Pihan-Kulesza (MKS Kusy Szczecin)                        | Kaja Skalska (TS Wisła Kraków)                                             | Wiktoria Giemza (KS Iskra Zabrze)                                     |                                                               |
| 2021                   | Zabrze                                                        | Emilia Kulczyńska (KS AZS AWF Katowice)                        | Vitalija Pakhno (KS AZS AWF Katowice)                                      | Brygida Urbańska (TS Wisła Kraków)                                    |                                                               |
| 2022                   | Kraków                                                        | Brygida Urbańska (TS Wisła Kraków)                             | Anna Gemza (KS AZS AWF Katowice)                                           | Emilia Kulczyńska (KS AZS AWF Katowice)                               |                                                               |
| 2023                   | Zabrze                                                        | Anna Gemza (KS AZS AWF Katowice)                               | Kaja Skalska (TS Wisła Kraków)                                             | Brygida Urbańska (TS Wisła Kraków)                                    |                                                               |
| 2024                   | Zabrze                                                        | Marta Pihan-Kulesza (MKS Kusy Szczecin)                        | Maria Drobniak (TS Wisła Kraków)                                           | Anna Gemza (KS AZS AWF Katowice)                                      |                                                               |
| 2025                   | Zabrze                                                        | Marta Pihan-Kulesza (MKS Kusy Szczecin)                        | Maria Drobniak (TS Wisła Kraków)                                           | Wiktoria Grzesikiewicz (KS Iskra Zabrze)                              |                                                               |

### Przyrządy

#### Skok
| Medalistki w skoku | Medalistki w skoku                                            | Medalistki w skoku                                                              | Medalistki w skoku                                            | Medalistki w skoku                                                       | Medalistki w skoku                                            |
| ------------------ | ------------------------------------------------------------- | ------------------------------------------------------------------------------- | ------------------------------------------------------------- | ------------------------------------------------------------------------ | ------------------------------------------------------------- |
| Rok                | Miasto                                                        | Złoto                                                                           | Srebro                                                        | Brąz                                                                     | Szczegóły                                                     |
| 1935               | Warszawa                                                      | Janina Skirlińska (Kraków)                                                      |                                                               |                                                                          |                                                               |
| 1936               | Katowice                                                      | Janina Skirlińska (Kraków)                                                      | Marta Majowska (Brazynów Śląski)                              |                                                                          |                                                               |
| 1937               | Bydgoszcz                                                     | Klara Sierońska-Kostrzewa (Świętochłowice)                                      |                                                               |                                                                          |                                                               |
| 1938               | Warszawa                                                      | Urszula Stępińska (Kraków)                                                      |                                                               |                                                                          |                                                               |
| 1939–1946          | zawody nie odbyły się ze względu na wybuch II wojny światowej | zawody nie odbyły się ze względu na wybuch II wojny światowej                   | zawody nie odbyły się ze względu na wybuch II wojny światowej | zawody nie odbyły się ze względu na wybuch II wojny światowej            | zawody nie odbyły się ze względu na wybuch II wojny światowej |
| 1947               | Warszawa                                                      | Helena Rakoczy (Korona Kraków)                                                  |                                                               |                                                                          |                                                               |
| 1948               | Kraków                                                        | A.Kurek (Cracovia)                                                              |                                                               |                                                                          |                                                               |
| 1949               | Katowice                                                      | Helena Rakoczy (Włókniarz Kraków)                                               |                                                               |                                                                          |                                                               |
| 1950               | Warszawa                                                      | Błaszczyk                                                                       | Stefania Reindl (Ogniwo Kraków)                               | Stefania Świerzy (Stal Nowy Bytom)Kęska (Ogniwo Kraków)                  |                                                               |
| 1951               | Warszawa                                                      | Helena Rakoczy (Włókniarz Kraków)                                               | Stefania Reindl (CWKS)                                        | Barbara Wilk (Wisła Kraków) Stefania Świeży (Stal)                       |                                                               |
| 1952               | Gdańsk                                                        | Stefania Świerzy (Stal Nowy Bytom)                                              |                                                               |                                                                          |                                                               |
| 1953               | Warszawa                                                      | Helena Rakoczy (Włókniarz Kraków)                                               |                                                               |                                                                          |                                                               |
| 1954               | Warszawa                                                      | Stefania Reindl (Ogniwo Kraków)                                                 |                                                               |                                                                          |                                                               |
| 1955               | Katowice                                                      | Natalia Kot (Jedność Michałkowice)                                              |                                                               |                                                                          |                                                               |
| 1956               | Poznań                                                        | Natalia Kot (Jedność Michałkowice)                                              |                                                               |                                                                          |                                                               |
| 1957               | Warszawa                                                      | Danuta Stachow (CWKS Kraków)                                                    |                                                               |                                                                          |                                                               |
| 1958               | Wrocław                                                       | Gizela Niedurny (Pogoń Ruda Śląska)                                             |                                                               |                                                                          |                                                               |
| 1959               | Warszawa                                                      | Natalia Kot (Jedność Michałkowice)                                              |                                                               |                                                                          |                                                               |
| 1960               | Warszawa                                                      | Barbara Eustachiewicz {Gwardia Katowice)                                        |                                                               |                                                                          |                                                               |
| 1961               | Katowice                                                      | Barbara Eustachiewicz {Gwardia Katowice)                                        |                                                               |                                                                          |                                                               |
| 1962               | Warszawa                                                      | Dorota Miller (Pogoń Nowy Bytom)                                                |                                                               |                                                                          |                                                               |
| 1963               | Poznań                                                        | Barbara Eustachiewicz {Gwardia Katowice) Gerda Bryłka (KS Zgoda Świętochłowice) |                                                               |                                                                          |                                                               |
| 1964               | Katowice                                                      | Dorota Miller (Pogoń Nowy Bytom)                                                |                                                               |                                                                          |                                                               |
| 1965               | Rzeszów                                                       | Małgorzata Wilczek (Zgoda Świętochłowice)Gerda Bryłka (KS Zgoda Świętochłowice) |                                                               |                                                                          |                                                               |
| 1966               | Zakopane                                                      | Małgorzata Wilczek-Rogoń (Zgoda Świętochłowice)                                 |                                                               |                                                                          |                                                               |
| 1967               | Warszawa                                                      | Małgorzata Wilczek-Rogoń (Zgoda Świętochłowice)                                 | Halina Daniec (Wisła Kraków)                                  | Łucja Ochmańska (Wisła Kraków)                                           |                                                               |
| 1968               | Kraków                                                        | Łucja Ochmańska (Wisła Kraków)                                                  |                                                               |                                                                          |                                                               |
| 1969               | Gliwice                                                       | Grażyna Jaskowska (AZS Olsztyn)                                                 |                                                               | Barbara Zięba (Wisła Kraków)                                             |                                                               |
| 1970               | Bydgoszcz                                                     | Danuta Prusinowska (AZS Olsztyn)                                                | Barbara Zięba (Wisła Kraków)                                  |                                                                          |                                                               |
| 1971               | Katowice                                                      | Dorota Klencz (Górnik Zabrze)                                                   |                                                               |                                                                          |                                                               |
| 1972               | Warszawa                                                      | Danuta Lubowska (Górnik Zabrze)                                                 |                                                               |                                                                          |                                                               |
| 1973               | Katowice                                                      | Łucja Matraszek (Gwardia Warszawa)                                              |                                                               |                                                                          |                                                               |
| 1974               | Kraków                                                        | Łucja Matraszek (Gwardia Warszawa)                                              |                                                               |                                                                          |                                                               |
| 1975               | Zabrze                                                        | Łucja Matraszek (Gwardia Warszawa)                                              | Ewa Hamulewicz (Wisła Kraków)                                 |                                                                          |                                                               |
| 1976               | Bydgoszcz                                                     | Łucja Matraszek (Gwardia Warszawa)                                              |                                                               | Ewa Hamulewicz (Wisła Kraków)                                            |                                                               |
| 1977               | Bydgoszcz                                                     | Łucja Matraszek (Gwardia Warszawa)                                              |                                                               |                                                                          |                                                               |
| 1978               | Olsztyn                                                       | Danuta Chwalbogowska                                                            |                                                               |                                                                          |                                                               |
| 1979               | Bydgoszcz                                                     | Małgorzata Majza (Slavia Ruda Śląska)                                           |                                                               |                                                                          |                                                               |
| 1980               | Radlin                                                        | Wiesława Żelaskowska (Stomil Olsztyn)                                           |                                                               |                                                                          |                                                               |
| 1981               | Bydgoszcz                                                     | Moczała                                                                         |                                                               |                                                                          |                                                               |
| 1982               | Łódź                                                          | Wioletta Szewczak (TSG Olsztyn)                                                 |                                                               |                                                                          |                                                               |
| 1983               | Łódź                                                          | Ewa Kisiel (OKS Stomil Olsztyn)                                                 |                                                               | Anna Michels (SMS Olsztyn)                                               |                                                               |
| 1984               | Bydgoszcz                                                     | Wioletta Szewczak (TSG Olsztyn)                                                 |                                                               |                                                                          |                                                               |
| 1985               | Łódź                                                          | Schenk                                                                          |                                                               |                                                                          |                                                               |
| 1986               | Łódź                                                          | -                                                                               |                                                               |                                                                          |                                                               |
| 1987               | Łódź                                                          | -                                                                               |                                                               |                                                                          |                                                               |
| 1988               | Łódź                                                          | -                                                                               |                                                               |                                                                          |                                                               |
| 1989               | Łódź                                                          | Małgorzata Mróz (KS Tęcza Łódź)                                                 | Joanna Zapolska (TGS Olsztyn)                                 |                                                                          |                                                               |
| 1990               | Łódź                                                          | Małgorzata Mróz (KS Tęcza Łódź)                                                 | Joanna Zapolska (TGS Olsztyn)                                 |                                                                          |                                                               |
| 1991               | Łódź                                                          | Małgorzata Mróz (KS Tęcza Łódź)                                                 |                                                               |                                                                          |                                                               |
| 1992               | Łódź                                                          | Małgorzata Mróz (KS Tęcza Łódź)                                                 |                                                               |                                                                          |                                                               |
| 1993               | Kraków                                                        | Aleksandra Szczesiul (Olsztyn)                                                  |                                                               |                                                                          |                                                               |
| 1994               | Olsztyn                                                       | Aleksandra Woźniak (KSGA Legion Warszawa)                                       |                                                               |                                                                          |                                                               |
| 1995               | Olsztyn                                                       | Wiktoria Wesela (Zabrze)                                                        | Katarzyna Kaliszewska (TS Wisła Kraków)                       |                                                                          |                                                               |
| 1996               | Olsztyn                                                       | Anna Michaliszyn (TS Wisła Kraków)                                              | Katarzyna Kaliszewska (TS Wisła Kraków)                       |                                                                          |                                                               |
| 1997               | Zabrze                                                        | Monika Łężniak (TS Wisła Kraków)                                                |                                                               |                                                                          |                                                               |
| 1998               | Olsztyn                                                       | Karolina Klamka (TS Wisła Kraków)                                               |                                                               | Monika Łężniak (TS Wisła Kraków)                                         |                                                               |
| 1999               | Gdańsk                                                        | Joanna Skowrońska (Pogoń Zabrze)                                                |                                                               |                                                                          |                                                               |
| 2000               | Biała Podlaska                                                | Joanna Skowrońska (KG Iskra Zabrze)                                             |                                                               |                                                                          |                                                               |
| 2001               | Zabrze                                                        | Małgorzata Skowrońska (KG Iskra Zabrze)                                         |                                                               |                                                                          |                                                               |
| 2002               | Kraków                                                        | Joanna Skowrońska (KG Iskra Zabrze)                                             |                                                               |                                                                          |                                                               |
| 2003               | Biała Podlaska                                                | Małgorzata Skowrońska (KG Iskra Zabrze)                                         |                                                               |                                                                          |                                                               |
| 2004               | Olsztyn                                                       | Małgorzata Skowrońska (KG Iskra Zabrze)                                         | Joanna Litewka (KS Korona Kraków)                             | Marta Pihan (MKS Kusy Szczecin)                                          |                                                               |
| 2005               | Iława                                                         | Joanna Skowrońska (AZS-AWF Biała Podlaska)                                      | Joanna Litewka (KS Korona Kraków)                             | Kamila Wylot (KG Iskra Zabrze)                                           |                                                               |
| 2006               | Zabrze                                                        | Joanna Skowrońska (AZS-AWF Biała Podlaska)                                      | Paula Plichta (TGS Olsztyn)                                   | Monika Frandofert (TS Wisła Kraków)                                      |                                                               |
| 2007               | Kraków                                                        | Joanna Litewka (KS Korona Kraków)                                               | Paula Plichta (TGS Olsztyn)                                   | Monika Frandofert (TS Wisła Kraków)Katarzyna Jurkowska (TS Wisła Kraków) |                                                               |
| 2008               | Szczecin                                                      | Gabriela Janik (TS Wisła Kraków)                                                | Joanna Litewka (KS Korona Kraków)                             | Paula Plichta (TGS Olsztyn)                                              |                                                               |
| 2009               | Zabrze                                                        | Joanna Litewka (KS Korona Kraków)                                               | Katarzyna Jurkowska (TS Wisła Kraków)                         | Paula Plichta (TGS Olsztyn)                                              |                                                               |
| 2010               | Iława                                                         | Gabriela Janik (TS Wisła Kraków)                                                | Joanna Litewka (KS Korona Kraków)                             | Katarzyna Jurkowska (TS Wisła Kraków)Paula Plichta (UKS SMS Olsztyn)     |                                                               |
| 2011               | Gdańsk                                                        | Gabriela Janik (TS Wisła Kraków)Joanna Litewka (KS Korona Kraków)               | -                                                             | Paula Plichta (UKS SMS Olsztyn)                                          |                                                               |
| 2012               | Kraków                                                        | Weronika Woźniak (TS Wisła Kraków)                                              | Joanna Litewka (KS Korona Kraków)                             | Martyna Eland (UKS SMS Olsztyn)                                          |                                                               |
| 2013               | Katowice                                                      | Gabriela Janik (TS Wisła Kraków)                                                | Paula Plichta (UKS SMS Olsztyn)                               | Martyna Eland (UKS SMS Olsztyn)                                          |                                                               |
| 2014               | Biała Podlaska                                                | Gabriela Janik (CWZS "Zawisza" KG Bydgoszcz)                                    | Monika Eland (UKS SMS Olsztyn)                                | Weronika Woźniak (KS AZS AWFiS Gdańsk)                                   |                                                               |
| 2015               | Szczecin                                                      | Gabriela Janik (CWZS "Zawisza" KG Bydgoszcz)Paula Plichta (UKS SMS Olsztyn)     | -                                                             | Katarzyna Jurkowska-Kowalska (TS Wisła Kraków)                           |                                                               |
| 2016               | Zabrze                                                        | Gabriela Janik (CWZS "Zawisza" KG Bydgoszcz)                                    | Katarzyna Jurkowska-Kowalska (TS Wisła Kraków)                | Paula Plichta (UKS SMS Olsztyn)                                          |                                                               |
| 2017               | Warszawa                                                      | Gabriela Janik (CWZS "Zawisza" KG Bydgoszcz)                                    | Monika Eland (UKS SMS Olsztyn)                                | Paula Plichta (UKS SMS Olsztyn)                                          |                                                               |
| 2018               | Gdańsk                                                        | Gabriela Janik (CWZS "Zawisza" KG Bydgoszcz)                                    | Katarzyna Jurkowska-Kowalska (TS Wisła Kraków)                | Wiktoria Łopuszańska (KS Iskra Zabrze)                                   |                                                               |
| 2019               | Katowice                                                      | Gabriela Janik (CWZS "Zawisza" KG Bydgoszcz)                                    | Paula Plichta (UKS SMS Olsztyn)                               | Emilia Kulczyńska (KS AZS AWF Katowice)                                  |                                                               |
| 2020               | Kraków                                                        | Monika Eland (UKS SMS Olsztyn)                                                  | Kaja Skalska (TS Wisła Kraków)                                | Emilia Kulczyńska (KS AZS AWF Katowice)                                  |                                                               |
| 2021               | Zabrze                                                        | Monika Eland (UKS SMS Olsztyn)                                                  | Brygida Urbańska (TS Wisła Kraków)                            | Emilia Kulczyńska (KS AZS AWF Katowice)                                  |                                                               |
| 2022               | Kraków                                                        | Brygida Urbańska (TS Wisła Kraków)                                              | Emilia Kulczyńska (KS AZS AWF Katowice)                       | Wiktoria Łopuszańska (KS Iskra Zabrze)                                   |                                                               |
| 2023               | Zabrze                                                        | Martyna Szumna (TS Wisła Kraków)                                                | Kaja Skalska (TS Wisła Kraków)                                | Dominika Kąkol (KS AZS AWFiS Gdańsk)                                     |                                                               |
| 2024               | Zabrze                                                        | Martyna Szumna (TS Wisła Kraków)                                                | Maria Drobniak (TS Wisła Kraków)                              | Brygida Urbańska (TS Wisła Kraków)                                       |                                                               |
| 2025               | Zabrze                                                        | Dominika Kąkol (KS AZS AWFiS Gdańsk)                                            | Maria Drobniak (TS Wisła Kraków)                              | Maria Rowińska (KS AZS AWFiS Gdańsk)                                     |                                                               |

#### Poręcze
| Medalistki ćwiczeń na poręczach | Medalistki ćwiczeń na poręczach                               | Medalistki ćwiczeń na poręczach                               | Medalistki ćwiczeń na poręczach                                      | Medalistki ćwiczeń na poręczach                                          | Medalistki ćwiczeń na poręczach                               |
| ------------------------------- | ------------------------------------------------------------- | ------------------------------------------------------------- | -------------------------------------------------------------------- | ------------------------------------------------------------------------ | ------------------------------------------------------------- |
| Rok                             | Miasto                                                        | Złoto                                                         | Srebro                                                               | Brąz                                                                     | Szczegóły                                                     |
| 1935                            | Warszawa                                                      | Klara Sierońska-Kostrzewa (Świętochłowice)                    |                                                                      |                                                                          |                                                               |
| 1936                            | Katowice                                                      | Marta Majowska (Brazynów Śląski)                              |                                                                      |                                                                          |                                                               |
| 1937                            | Bydgoszcz                                                     | Marta Majowska (Brazynów Śląski)                              |                                                                      |                                                                          |                                                               |
| 1938                            | Warszawa                                                      | Janina Skirlińska (Kraków)                                    | Urszula Stępińska (Kraków)                                           |                                                                          |                                                               |
| 1939–1946                       | zawody nie odbyły się ze względu na wybuch II wojny światowej | zawody nie odbyły się ze względu na wybuch II wojny światowej | zawody nie odbyły się ze względu na wybuch II wojny światowej        | zawody nie odbyły się ze względu na wybuch II wojny światowej            | zawody nie odbyły się ze względu na wybuch II wojny światowej |
| 1947                            | Warszawa                                                      | Helena Rakoczy (Korona Kraków)                                |                                                                      |                                                                          |                                                               |
| 1948                            | Kraków                                                        | Helena Rakoczy (Korona Kraków)                                |                                                                      |                                                                          |                                                               |
| 1949                            | Katowice                                                      | Helena Rakoczy (Włókniarz Kraków)                             |                                                                      |                                                                          |                                                               |
| 1950                            | Warszawa                                                      | Stefania Reindl (Ogniwo Kraków)                               | Władysława Kanikowska (Stal Poznań)                                  | Barbara Dębicka (Wisła Kraków)                                           |                                                               |
| 1951                            | Warszawa                                                      | Helena Rakoczy (Włókniarz Kraków)                             | Stefania Reindl (CWKS)                                               | Honorata Marcińczak (Włókniarz Kraków)                                   |                                                               |
| 1952                            | Gdańsk                                                        | Stefania Świerzy (Stal Nowy Bytom)                            |                                                                      |                                                                          |                                                               |
| 1953                            | Warszawa                                                      | Helena Rakoczy (Włókniarz Kraków)                             |                                                                      |                                                                          |                                                               |
| 1954                            | Warszawa                                                      | Stefania Świerzy (Stal Nowy Bytom)                            |                                                                      |                                                                          |                                                               |
| 1955                            | Katowice                                                      | Helena Rakoczy (CWKS Kraków)                                  |                                                                      |                                                                          |                                                               |
| 1956                            | Poznań                                                        | Helena Rakoczy (CWKS Kraków)                                  |                                                                      |                                                                          |                                                               |
| 1957                            | Warszawa                                                      | Danuta Stachow (CWKS Kraków)                                  |                                                                      |                                                                          |                                                               |
| 1958                            | Wrocław                                                       | Danuta Stachow (Wawel Kraków)                                 |                                                                      |                                                                          |                                                               |
| 1959                            | Warszawa                                                      | Danuta Stachow (Wawel Kraków)                                 |                                                                      |                                                                          |                                                               |
| 1960                            | Warszawa                                                      | Gizela Niedurny (Pogoń Ruda Śląska)                           |                                                                      |                                                                          |                                                               |
| 1961                            | Katowice                                                      | Gizela Niedurny (Pogoń Ruda Śląska)                           |                                                                      |                                                                          |                                                               |
| 1962                            | Warszawa                                                      | Gizela Niedurny (Pogoń Ruda Śląska)                           |                                                                      |                                                                          |                                                               |
| 1963                            | Poznań                                                        | Gizela Niedurny (Pogoń Ruda Śląska)                           |                                                                      |                                                                          |                                                               |
| 1964                            | Katowice                                                      | Barbara Eustachiewicz {Gwardia Katowice)                      |                                                                      |                                                                          |                                                               |
| 1965                            | Rzeszów                                                       | Małgorzata Wilczek (Zgoda Świętochłowice)                     |                                                                      |                                                                          |                                                               |
| 1966                            | Zakopane                                                      | Łucja Ochmańska (Wisła Kraków)                                | Halina Daniec (Wisła Kraków)                                         |                                                                          |                                                               |
| 1967                            | Warszawa                                                      | Bożena Mazurek (Legia Warszawa)                               |                                                                      |                                                                          |                                                               |
| 1968                            | Kraków                                                        | Grażyna Witkowska (Legia Warszawa)                            |                                                                      |                                                                          |                                                               |
| 1969                            | Gliwice                                                       | Halina Daniec (Wisła Kraków)                                  | Barbara Zięba (Wisła Kraków)                                         |                                                                          |                                                               |
| 1970                            | Bydgoszcz                                                     | Halina Daniec (Wisła Kraków)                                  | Barbara Zięba (Wisła Kraków)                                         |                                                                          |                                                               |
| 1971                            | Katowice                                                      | Joanna Bartosz (Wawel Kraków)                                 |                                                                      |                                                                          |                                                               |
| 1972                            | Warszawa                                                      | Łucja Matraszek (Gwardia Warszawa)                            |                                                                      |                                                                          |                                                               |
| 1973                            | Katowice                                                      | Łucja Matraszek (Gwardia Warszawa)                            |                                                                      |                                                                          |                                                               |
| 1974                            | Kraków                                                        | Łucja Matraszek (Gwardia Warszawa)                            |                                                                      |                                                                          |                                                               |
| 1975                            | Zabrze                                                        | Łucja Matraszek (Gwardia Warszawa)                            |                                                                      | Ewa Hamulewicz (Wisła Kraków)                                            |                                                               |
| 1976                            | Bydgoszcz                                                     | Łucja Matraszek (Gwardia Warszawa)                            |                                                                      |                                                                          |                                                               |
| 1977                            | Bydgoszcz                                                     | Łucja Matraszek (Gwardia Warszawa)                            |                                                                      |                                                                          |                                                               |
| 1978                            | Olsztyn                                                       | Łucja Matraszek (Gwardia Warszawa)                            |                                                                      |                                                                          |                                                               |
| 1979                            | Bydgoszcz                                                     | Ewa Jesionowska                                               |                                                                      |                                                                          |                                                               |
| 1980                            | Radlin                                                        | Łucja Matraszek (Gwardia Warszawa)                            |                                                                      |                                                                          |                                                               |
| 1981                            | Bydgoszcz                                                     | Moczała                                                       |                                                                      |                                                                          |                                                               |
| 1982                            | Łódź                                                          | Katarzyna Snopko (CWKS Legia Warszawa)                        |                                                                      |                                                                          |                                                               |
| 1983                            | Łódź                                                          | Ewa Kisiel (OKS Stomil Olsztyn)                               |                                                                      |                                                                          |                                                               |
| 1984                            | Bydgoszcz                                                     | Ewa Kisiel (OKS Stomil Olsztyn)                               | Anna Michels (SMS Olsztyn)                                           |                                                                          |                                                               |
| 1985                            | Łódź                                                          | Ewa Kisiel (OKS Stomil Olsztyn)                               |                                                                      | Anna Michels (SMS Olsztyn)                                               |                                                               |
| 1986                            | Łódź                                                          | -                                                             |                                                                      |                                                                          |                                                               |
| 1987                            | Łódź                                                          | -                                                             |                                                                      |                                                                          |                                                               |
| 1988                            | Łódź                                                          | -                                                             |                                                                      |                                                                          |                                                               |
| 1989                            | Łódź                                                          | Joanna Uracz                                                  |                                                                      |                                                                          |                                                               |
| 1990                            | Łódź                                                          | Joanna Uracz                                                  |                                                                      |                                                                          |                                                               |
| 1991                            | Łódź                                                          | Joanna Uracz                                                  |                                                                      |                                                                          |                                                               |
| 1992                            | Łódź                                                          | Małgorzata Mróz (KS Tęcza Łódź)                               |                                                                      |                                                                          |                                                               |
| 1993                            | Kraków                                                        | Anna Michaliszyn (TS Wisła Kraków)                            |                                                                      |                                                                          |                                                               |
| 1994                            | Olsztyn                                                       | Anna Michaliszyn (TS Wisła Kraków)                            | Katarzyna Kaliszewska (TS Wisła Kraków)                              |                                                                          |                                                               |
| 1995                            | Olsztyn                                                       | Anna Michaliszyn (TS Wisła Kraków)                            |                                                                      | Katarzyna Kaliszewska (TS Wisła Kraków)                                  |                                                               |
| 1996                            | Olsztyn                                                       | Iwona Garnek (UKS SMS Olszyn)                                 |                                                                      |                                                                          |                                                               |
| 1997                            | Zabrze                                                        | Anna Pojasek (TGS SMS Olsztyn)                                |                                                                      |                                                                          |                                                               |
| 1998                            | Olsztyn                                                       | Joanna Skowrońska (Pogoń Zabrze)                              | Monika Łężniak (TS Wisła Kraków)                                     |                                                                          |                                                               |
| 1999                            | Gdańsk                                                        | Iwona Garnek (UKS SMS Olszyn)                                 |                                                                      |                                                                          |                                                               |
| 2000                            | Biała Podlaska                                                | Joanna Skowrońska (KG Iskra Zabrze)                           |                                                                      |                                                                          |                                                               |
| 2001                            | Zabrze                                                        | Joanna Skowrońska (KG Iskra Zabrze)                           |                                                                      |                                                                          |                                                               |
| 2002                            | Kraków                                                        | Joanna Skowrońska (KG Iskra Zabrze)                           |                                                                      |                                                                          |                                                               |
| 2003                            | Biała Podlaska                                                | Joanna Skibko (TGS Olsztyn)                                   |                                                                      |                                                                          |                                                               |
| 2004                            | Olsztyn                                                       | Joanna Skowrońska (AZS-AWF Biała Podlaska)                    | Joanna Skibko (TGS Olsztyn)                                          | Marta Pihan (MKS Kusy Szczecin)                                          |                                                               |
| 2005                            | Iława                                                         | Joanna Skowrońska (AZS-AWF Biała Podlaska)                    | Marta Tajduś (TS Wisła Kraków)                                       | Marta Pihan (MKS Kusy Szczecin)                                          |                                                               |
| 2006                            | Zabrze                                                        | Joanna Skowrońska (AZS-AWF Biała Podlaska)                    | Monika Frandofert (TS Wisła Kraków)                                  | Marta Pihan (MKS Kusy Szczecin)                                          |                                                               |
| 2007                            | Kraków                                                        | Marta Pihan (MKS Kusy Szczecin)                               | Joanna Litewka (KS Korona Kraków)                                    | Marta Tajduś (TS Wisła Kraków)                                           |                                                               |
| 2008                            | Szczecin                                                      | Marta Pihan (MKS Kusy Szczecin)                               | Joanna Litewka (KS Korona Kraków)                                    | Gabriela Janik (TS Wisła Kraków)                                         |                                                               |
| 2009                            | Zabrze                                                        | Marta Pihan-Kulesza (MKS Kusy Szczecin)                       | Joanna Litewka (KS Korona Kraków)                                    | Monika Frandofert (TS Wisła Kraków)                                      |                                                               |
| 2010                            | Iława                                                         | Marta Pihan-Kulesza (MKS Kusy Szczecin)                       | Joanna Litewka (KS Korona Kraków)                                    | Gabriela Janik (TS Wisła Kraków)                                         |                                                               |
| 2011                            | Gdańsk                                                        | Gabriela Janik (TS Wisła Kraków)                              | Monika Frandofert (TS Wisła Kraków)                                  | Marta Pihan-Kulesza (MKS Kusy Szczecin)Joanna Litewka (KS Korona Kraków) |                                                               |
| 2012                            | Kraków                                                        | Marta Pihan-Kulesza (MKS Kusy Szczecin)                       | Monika Frandofert (TS Wisła Kraków)                                  | Weronika Woźniak (TS Wisła Kraków)                                       |                                                               |
| 2013                            | Katowice                                                      | Gabriela Janik (TS Wisła Kraków)                              | Paula Plichta (UKS SMS Olsztyn)                                      | Nikola Krężelok (MKS Kusy Szczecin)                                      |                                                               |
| 2014                            | Biała Podlaska                                                | Marta Pihan-Kulesza (MKS Kusy Szczecin)                       | Katarzyna Jurkowska (TS Wisła Kraków)                                | Emilia Kulczyńska (KS AZS AWF Katowice)                                  |                                                               |
| 2015                            | Szczecin                                                      | Gabriela Janik (CWZS "Zawisza" KG Bydgoszcz)                  | Paula Plichta (UKS SMS Olsztyn)                                      | Walentyna Smołka (MKS Pałac Młodzieży Katowice)                          |                                                               |
| 2016                            | Zabrze                                                        | Alma Kuc (MKS Kusy Szczecin)                                  | Gabriela Janik (CWZS "Zawisza" KG Bydgoszcz)                         | Katarzyna Jurkowska-Kowalska (TS Wisła Kraków)                           |                                                               |
| 2017                            | Warszawa                                                      | Gabriela Janik (CWZS "Zawisza" KG Bydgoszcz)                  | Małgorzata Bulanda (MKS Pałac Młodzieży Katowice)                    | Klara Kopeć (TS Wisła Kraków)                                            |                                                               |
| 2018                            | Gdańsk                                                        | Gabriela Janik (CWZS "Zawisza" KG Bydgoszcz)                  | Wiktoria Łopuszańska (KS Iskra Zabrze)                               | Barbara Sikora (KS Iskra Zabrze)                                         |                                                               |
| 2019                            | Katowice                                                      | Gabriela Janik (CWZS "Zawisza" KG Bydgoszcz)                  | Emilia Kulczyńska (KS AZS AWF Katowice)                              | Iga Kowalczyk (UKS SMS Olsztyn)                                          |                                                               |
| 2020                            | Kraków                                                        | Marta Pihan-Kulesza (MKS Kusy Szczecin)                       | Emilia Kulczyńska (KS AZS AWF Katowice)                              | Kaja Skalska (TS Wisła Kraków)                                           |                                                               |
| 2021                            | Zabrze                                                        | Emilia Kulczyńska (KS AZS AWF Katowice)                       | Wiktoria Łopuszańska (KS Iskra Zabrze)Kaja Skalska (TS Wisła Kraków) | -                                                                        |                                                               |
| 2022                            | Kraków                                                        | Anna Gemza (KS AZS AWF Katowice)                              | Emilia Kulczyńska (KS AZS AWF Katowice)                              | Brygida Urbańska (TS Wisła Kraków)                                       |                                                               |
| 2023                            | Zabrze                                                        | Anna Gemza (KS AZS AWF Katowice)                              | Brygida Urbańska (TS Wisła Kraków)                                   | Kaja Skalska (TS Wisła Kraków)                                           |                                                               |
| 2024                            | Zabrze                                                        | Martyna Szumna (TS Wisła Kraków)                              | Wiktoria Grzesikiewicz (KS Iskra Zabrze)                             | Marta Pihan-Kulesza (MKS Kusy Szczecin)                                  |                                                               |
| 2025                            | Zabrze                                                        | Wiktoria Grzesikiewicz (KS Iskra Zabrze)                      | Anna Gemza (KS AZS AWF Katowice)                                     | Maria Drobniak (TS Wisła Kraków)                                         |                                                               |

#### Równoważnia
| Medalistki ćwiczeń na równoważni | Medalistki ćwiczeń na równoważni                              | Medalistki ćwiczeń na równoważni                              | Medalistki ćwiczeń na równoważni                                         | Medalistki ćwiczeń na równoważni                                  | Medalistki ćwiczeń na równoważni                              |
| -------------------------------- | ------------------------------------------------------------- | ------------------------------------------------------------- | ------------------------------------------------------------------------ | ----------------------------------------------------------------- | ------------------------------------------------------------- |
| Rok                              | Miasto                                                        | Złoto                                                         | Srebro                                                                   | Brąz                                                              | Szczegóły                                                     |
| 1935                             | Warszawa                                                      | Janina Skirlińska (Kraków)                                    |                                                                          |                                                                   |                                                               |
| 1936                             | Katowice                                                      | Janina Skirlińska (Kraków)                                    | Marta Majowska (Brazynów Śląski)                                         |                                                                   |                                                               |
| 1937                             | Bydgoszcz                                                     | Janina Skirlińska (Kraków)                                    |                                                                          |                                                                   |                                                               |
| 1938                             | Warszawa                                                      | Janina Skirlińska (Kraków)                                    |                                                                          |                                                                   |                                                               |
| 1939–1946                        | zawody nie odbyły się ze względu na wybuch II wojny światowej | zawody nie odbyły się ze względu na wybuch II wojny światowej | zawody nie odbyły się ze względu na wybuch II wojny światowej            | zawody nie odbyły się ze względu na wybuch II wojny światowej     | zawody nie odbyły się ze względu na wybuch II wojny światowej |
| 1947                             | Warszawa                                                      | Alina Łukowska (Ogniwo Kraków)                                |                                                                          |                                                                   |                                                               |
| 1948                             | Kraków                                                        | Stefania Reindl (Ogniwo Kraków)                               |                                                                          |                                                                   |                                                               |
| 1949                             | Katowice                                                      | Zofia Krupa (Włókniarz Kraków)                                |                                                                          |                                                                   |                                                               |
| 1950                             | Warszawa                                                      | Stefania Reindl (Ogniwo Kraków)                               | Barbara Dębicka (Wisła Kraków)                                           | Władysława Kanikowska (Stal Poznań)                               |                                                               |
| 1951                             | Warszawa                                                      | Helena Rakoczy (Włókniarz Kraków) Stefania Reindl (CWKS)      | -                                                                        | Barbara Dębicka (Wisła Kraków)                                    |                                                               |
| 1952                             | Gdańsk                                                        | Stefania Świerzy (Stal Nowy Bytom)                            |                                                                          |                                                                   |                                                               |
| 1953                             | Warszawa                                                      | Helena Rakoczy (Włókniarz Kraków)                             |                                                                          |                                                                   |                                                               |
| 1954                             | Warszawa                                                      | Stefania Świerzy (Stal Nowy Bytom)                            |                                                                          |                                                                   |                                                               |
| 1955                             | Katowice                                                      | Helena Rakoczy (CWKS Kraków)                                  |                                                                          |                                                                   |                                                               |
| 1956                             | Poznań                                                        | Helena Rakoczy (CWKS Kraków)                                  |                                                                          |                                                                   |                                                               |
| 1957                             | Warszawa                                                      | Dorota Horzonek (Pogoń Ruda Śląska)                           |                                                                          |                                                                   |                                                               |
| 1958                             | Wrocław                                                       | Danuta Stachow (Wawel Kraków)                                 |                                                                          |                                                                   |                                                               |
| 1959                             | Warszawa                                                      | Gizela Niedurny (Pogoń Ruda Śląska)                           |                                                                          |                                                                   |                                                               |
| 1960                             | Warszawa                                                      | Eryka Mondry (Pogoń Nowy Bytom)                               |                                                                          |                                                                   |                                                               |
| 1961                             | Katowice                                                      | Eryka Mondry (Pogoń Nowy Bytom)                               |                                                                          |                                                                   |                                                               |
| 1962                             | Warszawa                                                      | Gizela Niedurny (Pogoń Ruda Śląska)                           |                                                                          |                                                                   |                                                               |
| 1963                             | Poznań                                                        | Hanna Rucińska (Legia Warszawa)                               |                                                                          |                                                                   |                                                               |
| 1964                             | Katowice                                                      | Barbara Eustachiewicz {Gwardia Katowice)                      |                                                                          |                                                                   |                                                               |
| 1965                             | Rzeszów                                                       | Barbara Eustachiewicz {Gwardia Katowice)                      |                                                                          |                                                                   |                                                               |
| 1966                             | Zakopane                                                      | Małgorzata Wilczek (Zgoda Świętochłowice)                     |                                                                          |                                                                   |                                                               |
| 1967                             | Warszawa                                                      | Łucja Ochmańska (Wisła Kraków)                                |                                                                          | Wiesława Lech (Wisła Kraków)                                      |                                                               |
| 1968                             | Kraków                                                        | Łucja Ochmańska (Wisła Kraków)                                |                                                                          |                                                                   |                                                               |
| 1969                             | Gliwice                                                       | Joanna Bartosz (Wawel Kraków)                                 | Wiesława Lech (Wisła Kraków)                                             | Barbara Zięba (Wisła Kraków)                                      |                                                               |
| 1970                             | Bydgoszcz                                                     | Łucja Matraszek (Gwardia Warszawa)                            | Barbara Zięba (Wisła Kraków)                                             |                                                                   |                                                               |
| 1971                             | Katowice                                                      | Joanna Bartosz (Wawel Kraków)                                 |                                                                          |                                                                   |                                                               |
| 1972                             | Warszawa                                                      | Joanna Bartosz (Wawel Kraków)                                 | Ewa Hamulewicz (Wisła Kraków)                                            |                                                                   |                                                               |
| 1973                             | Katowice                                                      | Łucja Matraszek (Gwardia Warszawa)                            |                                                                          |                                                                   |                                                               |
| 1974                             | Kraków                                                        | Ewa Hamulewicz (Wisła Kraków)                                 |                                                                          |                                                                   |                                                               |
| 1975                             | Zabrze                                                        | Łucja Matraszek (Gwardia Warszawa)                            |                                                                          |                                                                   |                                                               |
| 1976                             | Bydgoszcz                                                     | Łucja Matraszek (Gwardia Warszawa)                            |                                                                          | Ewa Hamulewicz (Wisła Kraków)                                     |                                                               |
| 1977                             | Bydgoszcz                                                     | Łucja Matraszek (Gwardia Warszawa)                            |                                                                          |                                                                   |                                                               |
| 1978                             | Olsztyn                                                       | Łucja Matraszek (Gwardia Warszawa)                            |                                                                          |                                                                   |                                                               |
| 1979                             | Bydgoszcz                                                     | Anita Jokiel (Slavia Ruda Śląska)                             |                                                                          |                                                                   |                                                               |
| 1980                             | Radlin                                                        | Anita Jokiel (Slavia Ruda Śląska)Moczała                      |                                                                          |                                                                   |                                                               |
| 1981                             | Bydgoszcz                                                     | Katarzyna Snopko (CWKS Legia Warszawa)                        |                                                                          |                                                                   |                                                               |
| 1982                             | Łódź                                                          | Wioletta Szewczak (TSG Olsztyn)                               |                                                                          |                                                                   |                                                               |
| 1983                             | Łódź                                                          | Wioletta Szewczak (TSG Olsztyn)                               |                                                                          | Anna Michels (SMS Olsztyn)                                        |                                                               |
| 1984                             | Bydgoszcz                                                     | Anna Stagun (CWKS Legia Warszawa)                             | Anna Michels (SMS Olsztyn)                                               |                                                                   |                                                               |
| 1985                             | Łódź                                                          | Anna Michels (SMS Olsztyn)                                    |                                                                          |                                                                   |                                                               |
| 1986                             | Łódź                                                          | Joanna Zapolska (TGS Olsztyn)                                 |                                                                          |                                                                   |                                                               |
| 1987                             | Łódź                                                          |                                                               | Joanna Zapolska (TGS Olsztyn)                                            |                                                                   |                                                               |
| 1988                             | Łódź                                                          |                                                               |                                                                          |                                                                   |                                                               |
| 1989                             | Łódź                                                          | Joanna Uracz                                                  |                                                                          |                                                                   |                                                               |
| 1990                             | Łódź                                                          | Małgorzata Mróz (KS Tęcza Łódź)                               |                                                                          |                                                                   |                                                               |
| 1991                             | Łódź                                                          | Małgorzata Mróz (KS Tęcza Łódź)                               |                                                                          |                                                                   |                                                               |
| 1992                             | Łódź                                                          | Joanna Uracz                                                  |                                                                          |                                                                   |                                                               |
| 1993                             | Kraków                                                        | Anna Michaliszyn (TS Wisła Kraków)                            |                                                                          |                                                                   |                                                               |
| 1994                             | Olsztyn                                                       | Katarzyna Kaliszewska (TS Wisła Kraków)                       |                                                                          |                                                                   |                                                               |
| 1995                             | Olsztyn                                                       | Anna Michaliszyn (TS Wisła Kraków)                            |                                                                          |                                                                   |                                                               |
| 1996                             | Olsztyn                                                       | Joanna Skowrońska (Pogoń Zabrze)                              |                                                                          | Katarzyna Kaliszewska (TS Wisła Kraków)                           |                                                               |
| 1997                             | Zabrze                                                        | Anna Pojasek (TGS SMS Olsztyn)                                |                                                                          | Monika Łężniak (TS Wisła Kraków)                                  |                                                               |
| 1998                             | Olsztyn                                                       | Monika Łężniak (TS Wisła Kraków)                              |                                                                          |                                                                   |                                                               |
| 1999                             | Gdańsk                                                        | W. Wolny                                                      |                                                                          |                                                                   |                                                               |
| 2000                             | Biała Podlaska                                                | Iwona Garnek (UKS SMS Olszyn)                                 |                                                                          |                                                                   |                                                               |
| 2001                             | Zabrze                                                        | Joanna Skibko (TGS Olsztyn)                                   | Monika Łężniak (TS Wisła Kraków)                                         |                                                                   |                                                               |
| 2002                             | Kraków                                                        | Joanna Skibko (TGS Olsztyn)                                   |                                                                          |                                                                   |                                                               |
| 2003                             | Biała Podlaska                                                | Marta Pihan (MKS Kusy Szczecin)                               |                                                                          |                                                                   |                                                               |
| 2004                             | Olsztyn                                                       | Marta Pihan (MKS Kusy Szczecin)                               | Joanna Litewka (KS Korona Kraków)                                        | Anna Kozera (KG Iskra Zabrze)                                     |                                                               |
| 2005                             | Iława                                                         | Marta Pihan (MKS Kusy Szczecin)                               | Joanna Skowrońska (AZS-AWF Biała Podlaska)                               | Joanna Litewka (KS Korona Kraków)                                 |                                                               |
| 2006                             | Zabrze                                                        | Marta Pihan (MKS Kusy Szczecin)                               | Paula Plichta (TGS Olsztyn)                                              | Monika Frandofert (TS Wisła Kraków)                               |                                                               |
| 2007                             | Kraków                                                        | Sara Szczawińska (MKS Pałac Młodzieży Katowice)               | Monika Frandofert (TS Wisła Kraków)                                      | Paula Plichta (TGS Olsztyn)                                       |                                                               |
| 2008                             | Szczecin                                                      | Paula Plichta (TGS Olsztyn)                                   | Marta Pihan (MKS Kusy Szczecin)                                          | Monika Frandofert (TS Wisła Kraków)                               |                                                               |
| 2009                             | Zabrze                                                        | Marta Pihan-Kulesza (MKS Kusy Szczecin)                       | Joanna Litewka (KS Korona Kraków)                                        | Paula Plichta (TGS Olsztyn)                                       |                                                               |
| 2010                             | Iława                                                         | Marta Pihan-Kulesza (MKS Kusy Szczecin)                       | Katarzyna Jurkowska (TS Wisła Kraków)                                    | Gabriela Janik (CWZS "Zawisza" KG Bydgoszcz)                      |                                                               |
| 2011                             | Gdańsk                                                        | Marta Pihan-Kulesza (MKS Kusy Szczecin)                       | Katarzyna Jurkowska (TS Wisła Kraków)Monika Frandofert (TS Wisła Kraków) | -                                                                 |                                                               |
| 2012                             | Kraków                                                        | Joanna Litewka (KS Korona Kraków)                             | Kinga Nejmark (MKS Kusy Szczecin)                                        | Monika Frandofert (TS Wisła Kraków)                               |                                                               |
| 2013                             | Katowice                                                      | Marta Pihan-Kulesza (MKS Kusy Szczecin)                       | Gabriela Janik (TS Wisła Kraków)                                         | Martyna Eland (UKS SMS Olsztyn)                                   |                                                               |
| 2014                             | Biała Podlaska                                                | Marta Pihan-Kulesza (MKS Kusy Szczecin)                       | Katarzyna Jurkowska (TS Wisła Kraków)                                    | Gabriela Janik (CWZS "Zawisza" KG Bydgoszcz)                      |                                                               |
| 2015                             | Szczecin                                                      | Katarzyna Jurkowska-Kowalska (TS Wisła Kraków)                | Klara Kopeć (TS Wisła Kraków)                                            | Gabriela Janik (CWZS "Zawisza" KG Bydgoszcz)                      |                                                               |
| 2016                             | Zabrze                                                        | Katarzyna Jurkowska-Kowalska (TS Wisła Kraków)                | Gabriela Janik (CWZS "Zawisza" KG Bydgoszcz)                             | Paula Plichta (UKS SMS Olsztyn)                                   |                                                               |
| 2017                             | Warszawa                                                      | Gabriela Janik (CWZS "Zawisza" KG Bydgoszcz)                  | Katarzyna Jurkowska-Kowalska (TS Wisła Kraków)                           | Patrycja Dronia (MKS Pałac Młodzieży Katowice)                    |                                                               |
| 2018                             | Gdańsk                                                        | Katarzyna Jurkowska-Kowalska (TS Wisła Kraków)                | Marta Pihan-Kulesza (MKS Kusy Szczecin)                                  | Gabriela Janik (CWZS "Zawisza" KG Bydgoszcz)                      |                                                               |
| 2019                             | Katowice                                                      | Gabriela Janik (CWZS "Zawisza" KG Bydgoszcz)                  | Emilia Kulczyńska (KS AZS AWF Katowice)                                  | Paula Plichta (UKS SMS Olsztyn)                                   |                                                               |
| 2020                             | Kraków                                                        | Kaja Skalska (TS Wisła Kraków)                                | Marta Pihan-Kulesza (MKS Kusy Szczecin)                                  | Wiktoria Giemza (KS Iskra Zabrze) Iga Kowalczyk (UKS SMS Olsztyn) |                                                               |
| 2021                             | Zabrze                                                        | Brygida Urbańska (TS Wisła Kraków)                            | Wiktoria Gemza (Iskra Zabrze)                                            | Kaja Skalska (TS Wisła Kraków)                                    |                                                               |
| 2022                             | Kraków                                                        | Anna Gemza (KS AZS AWF Katowice)                              | Anastasiia Motak (KS AZS AWF Wrocław)                                    | Brygida Urbańska (TS Wisła Kraków)                                |                                                               |
| 2023                             | Zabrze                                                        | Brygida Urbańska (TS Wisła Kraków)                            | Anna Gemza (KS AZS AWF Katowice)                                         | Marta Pihan-Kulesza (MKS Kusy Szczecin)                           |                                                               |
| 2024                             | Zabrze                                                        | Marta Pihan-Kulesza (MKS Kusy Szczecin)                       | Maria Drobniak (TS Wisła Kraków)                                         | Wiktoria Grzesikiewicz (KS Iskra Zabrze)                          |                                                               |
| 2025                             | Zabrze                                                        | Marta Pihan-Kulesza (MKS Kusy Szczecin)                       | Kaja Skalska (TS Wisła Kraków)                                           | Maria Drobniak (TS Wisła Kraków)                                  |                                                               |

#### Ćwiczenia wolne
| Medalistki ćwiczeń wolnych | Medalistki ćwiczeń wolnych                                    | Medalistki ćwiczeń wolnych                                                | Medalistki ćwiczeń wolnych                                    | Medalistki ćwiczeń wolnych                                       | Medalistki ćwiczeń wolnych                                    |
| -------------------------- | ------------------------------------------------------------- | ------------------------------------------------------------------------- | ------------------------------------------------------------- | ---------------------------------------------------------------- | ------------------------------------------------------------- |
| Rok                        | Miasto                                                        | Złoto                                                                     | Srebro                                                        | Brąz                                                             | Szczegóły                                                     |
| 1935                       | Warszawa                                                      | Janina Skirlińska (Kraków)                                                |                                                               |                                                                  |                                                               |
| 1936                       | Katowice                                                      | Wisława Noskiewicz (Warszawa)                                             |                                                               |                                                                  |                                                               |
| 1937                       | Bydgoszcz                                                     | Janina Skirlińska (Kraków)                                                |                                                               |                                                                  |                                                               |
| 1938                       | Warszawa                                                      | Janina Skirlińska (Kraków)                                                |                                                               |                                                                  |                                                               |
| 1939–1946                  | zawody nie odbyły się ze względu na wybuch II wojny światowej | zawody nie odbyły się ze względu na wybuch II wojny światowej             | zawody nie odbyły się ze względu na wybuch II wojny światowej | zawody nie odbyły się ze względu na wybuch II wojny światowej    | zawody nie odbyły się ze względu na wybuch II wojny światowej |
| 1947                       | Warszawa                                                      | Helena Rakoczy (Korona Kraków)                                            |                                                               |                                                                  |                                                               |
| 1948                       | Kraków                                                        | Stefania Reindl (Ogniwo Kraków)                                           |                                                               |                                                                  |                                                               |
| 1949                       | Katowice                                                      | Helena Rakoczy (Włókniarz Kraków)                                         |                                                               | Barbara Wilk (Wisła Kraków)                                      |                                                               |
| 1950                       | Warszawa                                                      | Stefania Reindl (Ogniwo Kraków)                                           | Władysława Kanikowska (Stal Poznań)                           | Barbara Dębicka (Wisła Kraków)                                   |                                                               |
| 1951                       | Warszawa                                                      | Helena Rakoczy (Włókniarz Kraków)                                         | Stefania Reindl (CWKS)                                        | Barbara Wilk (Wisła Kraków)                                      |                                                               |
| 1952                       | Gdańsk                                                        | Stefania Świerzy (Stal Nowy Bytom)                                        |                                                               |                                                                  |                                                               |
| 1953                       | Warszawa                                                      | Helena Rakoczy (Włókniarz Kraków)                                         |                                                               |                                                                  |                                                               |
| 1954                       | Warszawa                                                      | Stefania Reindl (Ogniwo Kraków)                                           |                                                               |                                                                  |                                                               |
| 1955                       | Katowice                                                      | Helena Rakoczy (CWKS Kraków)                                              |                                                               |                                                                  |                                                               |
| 1956                       | Poznań                                                        | Natalia Kot (Jedność Michałkowice)                                        |                                                               |                                                                  |                                                               |
| 1957                       | Warszawa                                                      | Danuta Stachow (CWKS Kraków)                                              |                                                               |                                                                  |                                                               |
| 1958                       | Wrocław                                                       | Stefania Świerzy (Stal Nowy Bytom)                                        |                                                               |                                                                  |                                                               |
| 1959                       | Warszawa                                                      | Natalia Kot (Jedność Michałkowice)                                        |                                                               |                                                                  |                                                               |
| 1960                       | Warszawa                                                      | Brygida Dziuba (Pogoń Nowy Bytom)                                         |                                                               |                                                                  |                                                               |
| 1961                       | Katowice                                                      | Eryka Mondry (Pogoń Nowy Bytom)                                           |                                                               |                                                                  |                                                               |
| 1962                       | Warszawa                                                      | Barbara Eustachiewicz {Gwardia Katowice)                                  |                                                               |                                                                  |                                                               |
| 1963                       | Poznań                                                        | Barbara Eustachiewicz {Gwardia Katowice)                                  |                                                               |                                                                  |                                                               |
| 1964                       | Katowice                                                      | Brygida Dziuba-Balska (Pogoń Nowy Bytom)                                  |                                                               |                                                                  |                                                               |
| 1965                       | Rzeszów                                                       | Gerda Bryłka (KS Zgoda Świętochłowice)                                    |                                                               |                                                                  |                                                               |
| 1966                       | Zakopane                                                      | Małgorzata Wilczek (Zgoda Świętochłowice)                                 |                                                               |                                                                  |                                                               |
| 1967                       | Warszawa                                                      | Wiesława Lech (Wisła Kraków)                                              |                                                               | Łucja Ochmańska (Wisła Kraków)                                   |                                                               |
| 1968                       | Kraków                                                        | Grażyna Witkowska (Legia Warszawa)                                        |                                                               |                                                                  |                                                               |
| 1969                       | Gliwice                                                       | Joanna Bartosz (Wawel Kraków)                                             |                                                               |                                                                  |                                                               |
| 1970                       | Bydgoszcz                                                     | Joanna Bartosz (Wawel Kraków)                                             | Barbara Zięba (Wisła Kraków)                                  |                                                                  |                                                               |
| 1971                       | Katowice                                                      | Joanna Bartosz (Wawel Kraków)                                             |                                                               |                                                                  |                                                               |
| 1972                       | Warszawa                                                      | Joanna Bartosz (Wawel Kraków)                                             |                                                               |                                                                  |                                                               |
| 1973                       | Katowice                                                      | Łucja Matraszek (Gwardia Warszawa)                                        |                                                               |                                                                  |                                                               |
| 1974                       | Kraków                                                        | Łucja Matraszek (Gwardia Warszawa)                                        | Ewa Hamulewicz (Wisła Kraków)                                 |                                                                  |                                                               |
| 1975                       | Zabrze                                                        | Łucja Matraszek (Gwardia Warszawa)                                        |                                                               |                                                                  |                                                               |
| 1976                       | Bydgoszcz                                                     | Łucja Matraszek (Gwardia Warszawa)                                        |                                                               | Ewa Hamulewicz (Wisła Kraków)                                    |                                                               |
| 1977                       | Bydgoszcz                                                     | Łucja Matraszek (Gwardia Warszawa)                                        |                                                               |                                                                  |                                                               |
| 1978                       | Olsztyn                                                       | Wioletta Szewczak (TSG Olsztyn)                                           |                                                               |                                                                  |                                                               |
| 1979                       | Bydgoszcz                                                     | Anita Jokiel (Slavia Ruda Śląska)                                         |                                                               |                                                                  |                                                               |
| 1980                       | Radlin                                                        | Anita Jokiel (Slavia Ruda Śląska)                                         |                                                               |                                                                  |                                                               |
| 1981                       | Bydgoszcz                                                     | Katarzyna Snopko (CWKS Legia Warszawa)                                    |                                                               |                                                                  |                                                               |
| 1982                       | Łódź                                                          | Katarzyna Snopko (CWKS Legia Warszawa)                                    |                                                               |                                                                  |                                                               |
| 1983                       | Łódź                                                          | Ewa Kisiel (OKS Stomil Olsztyn)                                           | Anna Michels (SMS Olsztyn)                                    |                                                                  |                                                               |
| 1984                       | Bydgoszcz                                                     | Anna Michels (SMS Olsztyn)                                                |                                                               |                                                                  |                                                               |
| 1985                       | Łódź                                                          | Joanna Zapolska (TGS Olsztyn)                                             |                                                               |                                                                  |                                                               |
| 1986                       | Łódź                                                          | Joanna Zapolska (TGS Olsztyn)                                             |                                                               |                                                                  |                                                               |
| 1987                       | Łódź                                                          | Joanna Zapolska (TGS Olsztyn)                                             |                                                               |                                                                  |                                                               |
| 1988                       | Łódź                                                          |                                                                           |                                                               |                                                                  |                                                               |
| 1989                       | Łódź                                                          | Równa                                                                     | Joanna Zapolska (TGS Olsztyn)                                 |                                                                  |                                                               |
| 1990                       | Łódź                                                          | Małgorzata Mróz (KS Tęcza Łódź)                                           |                                                               |                                                                  |                                                               |
| 1991                       | Łódź                                                          | Małgorzata Mróz (KS Tęcza Łódź)                                           |                                                               |                                                                  |                                                               |
| 1992                       | Łódź                                                          | Małgorzata Mróz (KS Tęcza Łódź)                                           |                                                               |                                                                  |                                                               |
| 1993                       | Kraków                                                        | Aleksandra Szczesiul (Olsztyn)                                            |                                                               |                                                                  |                                                               |
| 1994                       | Olsztyn                                                       | Aleksandra Woźniak (KSGA Legion Warszawa)                                 |                                                               | Katarzyna Kaliszewska (TS Wisła Kraków)                          |                                                               |
| 1995                       | Olsztyn                                                       | Aleksandra Woźniak (KSGA Legion Warszawa)                                 |                                                               | Katarzyna Kaliszewska (TS Wisła Kraków)                          |                                                               |
| 1996                       | Olsztyn                                                       | Iwona Garnek (UKS SMS Olszyn)                                             |                                                               |                                                                  |                                                               |
| 1997                       | Zabrze                                                        | Iwona Garnek (UKS SMS Olszyn)                                             |                                                               |                                                                  |                                                               |
| 1998                       | Olsztyn                                                       | Joanna Skowrońska (Pogoń Zabrze)                                          |                                                               |                                                                  |                                                               |
| 1999                       | Gdańsk                                                        | Joanna Skowrońska (Pogoń Zabrze)                                          |                                                               |                                                                  |                                                               |
| 2000                       | Biała Podlaska                                                | Joanna Skowrońska (KG Iskra Zabrze)                                       |                                                               |                                                                  |                                                               |
| 2001                       | Zabrze                                                        | Joanna Skowrońska (KG Iskra Zabrze)                                       |                                                               |                                                                  |                                                               |
| 2002                       | Kraków                                                        | Joanna Skowrońska (KG Iskra Zabrze)                                       |                                                               |                                                                  |                                                               |
| 2003                       | Biała Podlaska                                                | Joanna Skowrońska (AZS-AWF Biała Podlaska)                                |                                                               |                                                                  |                                                               |
| 2004                       | Olsztyn                                                       | Marta Pihan (MKS Kusy Szczecin)                                           | Małgorzata Skowrońska (KG Iskra Zabrze)                       | Joanna Skibko (TGS Olsztyn)                                      |                                                               |
| 2005                       | Iława                                                         | Marta Pihan (MKS Kusy Szczecin)                                           | Joanna Skowrońska (AZS-AWF Biała Podlaska)                    | Emilia Rechlińska (TGS Olsztyn)                                  |                                                               |
| 2006                       | Zabrze                                                        | Joanna Skowrońska (AZS-AWF Biała Podlaska)Paula Plichta (UKS SMS Olsztyn) | -                                                             | Marta Pihan (MKS Kusy Szczecin)                                  |                                                               |
| 2007                       | Kraków                                                        | Monika Frandofert (TS Wisła Kraków)                                       | Sara Szczawińska (MKS Pałac Młodzieży Katowice)               | Katarzyna Jurkowska (TS Wisła Kraków)                            |                                                               |
| 2008                       | Szczecin                                                      | Marta Pihan (MKS Kusy Szczecin)                                           | Gabriela Janik (TS Wisła Kraków)                              | Monika Frandofert (TS Wisła Kraków)                              |                                                               |
| 2009                       | Zabrze                                                        | Marta Pihan-Kulesza (MKS Kusy Szczecin)                                   | Monika Frandofert (TS Wisła Kraków)                           | Katarzyna Jurkowska (TS Wisła Kraków)                            |                                                               |
| 2010                       | Iława                                                         | Marta Pihan-Kulesza (MKS Kusy Szczecin)                                   | Katarzyna Jurkowska (TS Wisła Kraków)                         | Monika Frandofert (TS Wisła Kraków)                              |                                                               |
| 2011                       | Gdańsk                                                        | Marta Pihan-Kulesza (MKS Kusy Szczecin)                                   | Monika Frandofert (TS Wisła Kraków)                           | Gabriela Janik (TS Wisła Kraków)                                 |                                                               |
| 2012                       | Kraków                                                        | Marta Pihan-Kulesza (MKS Kusy Szczecin)                                   | Monika Frandofert (TS Wisła Kraków)                           | Kinga Nejmark (MKS Kusy Szczecin)                                |                                                               |
| 2013                       | Katowice                                                      | Marta Pihan-Kulesza (MKS Kusy Szczecin)                                   | Paula Plichta (UKS SMS Olsztyn)                               | Martyna Eland (UKS SMS Olsztyn)Kinga Nejmark (MKS Kusy Szczecin) |                                                               |
| 2014                       | Biała Podlaska                                                | Marta Pihan-Kulesza (MKS Kusy Szczecin)                                   | Gabriela Janik (CWZS "Zawisza" KG Bydgoszcz)                  | Katarzyna Jurkowska (TS Wisła Kraków)                            |                                                               |
| 2015                       | Szczecin                                                      | Paula Plichta (UKS SMS Olsztyn)                                           | Katarzyna Jurkowska-Kowalska (TS Wisła Kraków)                | Gabriela Janik (CWZS "Zawisza" KG Bydgoszcz)                     |                                                               |
| 2016                       | Zabrze                                                        | Katarzyna Jurkowska-Kowalska (TS Wisła Kraków)                            | Gabriela Janik (CWZS "Zawisza" KG Bydgoszcz)                  | Paula Plichta (UKS SMS Olsztyn)Alma Kuc (MKS Kusy Szczecin)      |                                                               |
| 2017                       | Warszawa                                                      | Gabriela Janik (CWZS "Zawisza" KG Bydgoszcz)                              | Paula Plichta (UKS SMS Olsztyn)                               | Monika Eland (UKS SMS Olsztyn)                                   |                                                               |
| 2018                       | Gdańsk                                                        | Gabriela Janik (CWZS "Zawisza" KG Bydgoszcz)                              | Paula Plichta (UKS SMS Olsztyn)                               | Emilia Kulczyńska (KS AZS AWF Katowice)                          |                                                               |
| 2019                       | Katowice                                                      | Gabriela Janik (CWZS "Zawisza" KG Bydgoszcz)                              | Emilia Kulczyńska (KS AZS AWF Katowice)                       | Paula Plichta (UKS SMS Olsztyn)                                  |                                                               |
| 2020                       | Kraków                                                        | Marta Pihan-Kulesza (MKS Kusy Szczecin)                                   | Vitalija Pakhno (KS AZS AWF Katowice)                         | Ada Ogiegło (MKS Gdańsk) Paula Plichta (UKS SMS Olsztyn)         |                                                               |
| 2021                       | Zabrze                                                        | Vitalija Pakhno (KS AZS AWF Katowice)                                     | Ada Ogiegło (MKS Gdańsk)                                      | Emilia Kulczyńska (KS AZS AWF Katowice)                          |                                                               |
| 2022                       | Kraków                                                        | Emilia Kulczyńska (KS AZS AWF Katowice)                                   | Vitalija Pakhno (KS AZS AWF Katowice)                         | Brygida Urbańska (TS Wisła Kraków)                               |                                                               |
| 2023                       | Zabrze                                                        | Anna Gemza (KS AZS AWF Katowice)                                          | Brygida Urbańska (TS Wisła Kraków)                            | Magdalena Grygiel (KS Iskra Zabrze)                              |                                                               |
| 2024                       | Zabrze                                                        | Anna Gemza (KS AZS AWF Katowice)                                          | Brygida Urbańska (TS Wisła Kraków)                            | Martyna Szumna (TS Wisła Kraków)                                 |                                                               |
| 2025                       | Zabrze                                                        | Maria Drobniak (TS Wisła Kraków)                                          | Marta Pihan-Kulesza (MKS Kusy Szczecin)                       | Vitalija Pakhno (KS AZS AWF Katowice)                            |                                                               |

## Medaliści w kategorii Seniorów[35]

### Wielobój
| Medaliści w wieloboju | Medaliści w wieloboju | Medaliści w wieloboju                                                   | Medaliści w wieloboju                 | Medaliści w wieloboju                     | Medaliści w wieloboju |
| --------------------- | --------------------- | ----------------------------------------------------------------------- | ------------------------------------- | ----------------------------------------- | --------------------- |
| Rok                   | Miasto                | Złoto                                                                   | Srebro                                | Brąz                                      | Szczegóły             |
| 2022                  | Kraków                | Filip Sasnal (KS AZS AWF Kraków)Kacper Garnczarek (KS AZS AWF Katowice) | -                                     | Jakub Kurowski (MKS Kusy Szczecin)        |                       |
| 2023                  | Zabrze                | Filip Sasnal (KS AZS AWF Kraków)                                        | Illia Lukianienko (MKS Kusy Szczecin) | Maciej Nowak (KS AZS AWF Katowice)        |                       |
| 2024                  | Zabrze                | Sebastian Gawroński (KS AZS AWF Katowice)                               | Paweł Kaśków (KS AZS AWFiS Gdańsk)    | Vladyslav Iaremchuk (KS AZS AWF Katowice) |                       |
| 2025                  | Zabrze                | Sebastian Gawroński (KS AZS AWF Katowice)                               | Radosław Szymczyk (KS AZS AWF Kraków) | Borys Bracki (KS AZS AWF Katowice)        |                       |

### Przyrządy

#### Ćwiczenia wolne
| Medaliści ćwiczeń wolnych | Medaliści ćwiczeń wolnych | Medaliści ćwiczeń wolnych                 | Medaliści ćwiczeń wolnych             | Medaliści ćwiczeń wolnych              | Medaliści ćwiczeń wolnych |
| ------------------------- | ------------------------- | ----------------------------------------- | ------------------------------------- | -------------------------------------- | ------------------------- |
| Rok                       | Miasto                    | Złoto                                     | Srebro                                | Brąz                                   | Szczegóły                 |
| 2022                      | Kraków                    | Sebastian Gawroński (KS AZS AWF Katowice) | Filip Sasnal (KS AZS AWF Kraków)      | Marceli Ludynia (KS AZS AWF Katowice)  |                           |
| 2023                      | Zabrze                    | Marceli Ludynia (KS AZS AWF Katowice)     | Radosław Szymczyk (KS AZS AWF Kraków) | Maciej Nowak (KS AZS AWF Katowice)     |                           |
| 2024                      | Zabrze                    | Sebastian Gawroński (KS AZS AWF Katowice) | Piotr Lesiński (KS AZS AWFiS Gdańsk)  | Marceli Ludynia (KS AZS AWF Katowice)  |                           |
| 2025                      | Zabrze                    | Sebastian Gawroński (KS AZS AWF Katowice) | Marceli Ludynia (KS AZS AWF Katowice) | Michał Kwiatkowski (MKS Kusy Szczecin) |                           |

#### Ćwiczenia na koniu z łękami
| Medaliści ćwiczeń na koniu z łękami | Medaliści ćwiczeń na koniu z łękami | Medaliści ćwiczeń na koniu z łękami           | Medaliści ćwiczeń na koniu z łękami           | Medaliści ćwiczeń na koniu z łękami    | Medaliści ćwiczeń na koniu z łękami |
| ----------------------------------- | ----------------------------------- | --------------------------------------------- | --------------------------------------------- | -------------------------------------- | ----------------------------------- |
| Rok                                 | Miasto                              | Złoto                                         | Srebro                                        | Brąz                                   | Szczegóły                           |
| 2022                                | Kraków                              | Kacper Garnczarek (KS AZS AWF Katowice)       | Jaroslaw Lakhin (CWZS "Zawisza" KG Bydgoszcz) | Illia Lukianienko (MKS Kusy Szczecin)  |                                     |
| 2023                                | Zabrze                              | Radosław Szymczyk (KS AZS AWF Kraków)         | Maciej Nowak (KS AZS AWF Katowice)            | Mykyta Herasymov (KS AZS AWFiS Gdańsk) |                                     |
| 2024                                | Zabrze                              | Radosław Szymczyk (KS AZS AWF Kraków)         | Paweł Kaśków (KS AZS AWFiS Gdańsk)            | Mykyta Herasymov (KS AZS AWFiS Gdańsk) |                                     |
| 2025                                | Zabrze                              | Jaroslaw Lakhin (CWZS "Zawisza" KG Bydgoszcz) | Franciszek Korbiel (KS AZS AWF Kraków)        | Borys Bracki (KS AZS AWF Katowice)     |                                     |

#### Ćwiczenia na kółkach
| Medaliści ćwiczeń na kółkach | Medaliści ćwiczeń na kółkach | Medaliści ćwiczeń na kółkach                   | Medaliści ćwiczeń na kółkach              | Medaliści ćwiczeń na kółkach          | Medaliści ćwiczeń na kółkach |
| ---------------------------- | ---------------------------- | ---------------------------------------------- | ----------------------------------------- | ------------------------------------- | ---------------------------- |
| Rok                          | Miasto                       | Złoto                                          | Srebro                                    | Brąz                                  | Szczegóły                    |
| 2022                         | Kraków                       | Sebastian Gawroński (KS AZS AWF Katowice)      | Filip Sasnal (KS AZS AWF Kraków)          | Paweł Kaśków (KS AZS AWFiS Gdańsk)    |                              |
| 2023                         | Zabrze                       | Arkadiusz Bejger (CWZS "Zawisza" KG Bydgoszcz) | Filip Sasnal (KS AZS AWF Kraków)          | Illia Lukianienko (MKS Kusy Szczecin) |                              |
| 2024                         | Zabrze                       | Paweł Kaśków (KS AZS AWFiS Gdańsk)             | Borys Bracki (KS AZS AWF Katowice)        | Jakub Kurowski (MKS Kusy Szczecin)    |                              |
| 2025                         | Zabrze                       | Vladyslav Iaremchuk (KS AZS AWF Katowice)      | Sebastian Gawroński (KS AZS AWF Katowice) | Jakub Kurowski (MKS Kusy Szczecin)    |                              |

#### Skok
| Medaliści w skoku | Medaliści w skoku | Medaliści w skoku                         | Medaliści w skoku                     | Medaliści w skoku                        | Medaliści w skoku |
| ----------------- | ----------------- | ----------------------------------------- | ------------------------------------- | ---------------------------------------- | ----------------- |
| Rok               | Miasto            | Złoto                                     | Srebro                                | Brąz                                     | Szczegóły         |
| 2022              | Kraków            | Filip Sasnal (KS AZS AWF Kraków)          | Paweł Kaśków (KS AZS AWFiS Gdańsk)    | Jakub Kurowski (MKS Kusy Szczecin)       |                   |
| 2023              | Zabrze            | Filip Sasnal (KS AZS AWF Kraków)          | Maciej Nowak (KS AZS AWF Katowice)    | Marceli Ludynia (KS AZS AWF Katowice)    |                   |
| 2024              | Zabrze            | Sebastian Gawroński (KS AZS AWF Katowice) | Marceli Ludynia (KS AZS AWF Katowice) | Oleksandr Mishchenko (MKS Kusy Szczecin) |                   |
| 2025              | Zabrze            | Sebastian Gawroński (KS AZS AWF Katowice) | Jakub Kurowski (MKS Kusy Szczecin)    | Marceli Ludynia (KS AZS AWF Katowice)    |                   |

#### Ćwiczenia na poręczach
| Medaliści ćwiczeń na poręczach | Medaliści ćwiczeń na poręczach | Medaliści ćwiczeń na poręczach        | Medaliści ćwiczeń na poręczach     | Medaliści ćwiczeń na poręczach            | Medaliści ćwiczeń na poręczach |
| ------------------------------ | ------------------------------ | ------------------------------------- | ---------------------------------- | ----------------------------------------- | ------------------------------ |
| Rok                            | Miasto                         | Złoto                                 | Srebro                             | Brąz                                      | Szczegóły                      |
| 2022                           | Kraków                         | Filip Sasnal (KS AZS AWF Kraków)      | Michał Bober (UKS "SP7" Łódź)      | Kacper Garnczarek (KS AZS AWF Katowice)   |                                |
| 2023                           | Zabrze                         | Filip Sasnal (KS AZS AWF Kraków)      | Borys Bracki (KS AZS AWF Katowice) | Radosław Szymczyk (KS AZS AWF Kraków)     |                                |
| 2024                           | Zabrze                         | Szymon Chruściel (KS AZS AWF Kraków)  | Borys Bracki (KS AZS AWF Katowice) | Vladyslav Iaremchuk (KS AZS AWF Katowice) |                                |
| 2025                           | Zabrze                         | Radosław Szymczyk (KS AZS AWF Kraków) | Borys Bracki (KS AZS AWF Katowice) | Michał Kwiatkowski (MKS Kusy Szczecin)    |                                |

#### Ćwiczenia na drążku
| Medaliści ćwiczeń na drążku | Medaliści ćwiczeń na drążku | Medaliści ćwiczeń na drążku               | Medaliści ćwiczeń na drążku               | Medaliści ćwiczeń na drążku           | Medaliści ćwiczeń na drążku |
| --------------------------- | --------------------------- | ----------------------------------------- | ----------------------------------------- | ------------------------------------- | --------------------------- |
| Rok                         | Miasto                      | Złoto                                     | Srebro                                    | Brąz                                  | Szczegóły                   |
| 2022                        | Kraków                      | Kacper Garnczarek (KS AZS AWF Katowice)   | Sebastian Gawroński (KS AZS AWF Katowice) | Filip Sasnal (KS AZS AWF Kraków)      |                             |
| 2023                        | Zabrze                      | Maciej Nowak (KS AZS AWF Katowice)        | Filip Sasnal (KS AZS AWF Kraków)          | Illia Lukianienko (MKS Kusy Szczecin) |                             |
| 2024                        | Zabrze                      | Vladyslav Iaremchuk (KS AZS AWF Katowice) | Oleksandr Mishchenko (MKS Kusy Szczecin)  | Paweł Kaśków (KS AZS AWFiS Gdańsk)    |                             |
| 2025                        | Zabrze                      | Radosław Szymczyk (KS AZS AWF Kraków)     | Sebastian Gawroński (KS AZS AWF Katowice) | Marceli Ludynia (KS AZS AWF Katowice) |                             |